# 헐 공습
헐 공습은 제2차 세계 대전 기간 동안 나치 독일의 루프트바페가 잉글랜드 항구 도시인 킹스턴어폰헐을 목표로 감행한 폭격 작전이다.
1941년 3월 한 달 동안 여러 밤에 걸쳐 대규모 공격이 발생하여 200명 이상이 사망했다. 가장 집중적인 공격은 1941년 5월 7일/8일 밤과 8일/9일 밤에 있었으며, 이로 인해 거의 400명에 달하는 사망자가 발생했고, 1941년 7월에는 또 다른 대규모 공격으로 143명이 사망했다.
이 도시는 1940년 6월 19일부터 1945년까지 1,000시간 이상 공습 경보 하에 있었으며, 폭격으로 인해 약 1,200명의 시민이 사망했다.

## 개요
헐은 제2차 세계 대전 중 가장 심각한 피해를 입은 영국 도시로, 주택의 95퍼센트가 피해를 입었다. 이 도시는 1,000시간 동안 공습 경보 하에 있었다. 헐은 전쟁 중 첫 주간 공습과 영국에 대한 마지막 유인 공습의 목표였다.
전쟁 초 약 320,000명의 인구 중 약 152,000명이 폭탄 파괴 또는 피해로 인해 노숙자가 되었다. 전체적으로 거의 1,200명이 공습으로 사망하고 3,000명이 부상했다.
5,000채 이상의 주택이 파괴되었고 도심의 절반이 파괴되었다. 폭격 피해액은 2,000만 파운드(1952년, 소비자 물가 환산 시 £588,339,318)로 추정되며, 3,000,000 제곱피트 (280,000 m2)의 공장 공간, 여러 석유 및 제분소, 리버사이드 부두와 27개의 교회, 14개의 학교 또는 병원, 42개의 술집, 8개의 영화관이 폐허가 되었다. 전쟁이 끝날 무렵 91,000채의 주택 중 6,000채만이 피해를 입지 않았다. 피해 규모는 플리머스 공습과 유사했다.
피해에도 불구하고 항구는 전쟁 내내 계속해서 기능했다.
우리는 독일 폭격기들의 정기적인 목표가 되는 산업 지대 한가운데 살았다 .. 어느 날 밤 우리가 모두 방공호로 들어갈 때 엄마가 집으로 달려 돌아갔다. "어디 가요, 메리?" 아빠가 말했다. "틀니 가지러요." 그녀가 대답했다. "이리 와요, 독일군이 폭탄을 떨어뜨리는 거지 고기 파이를 떨어뜨리는 게 아니잖아요!" 아빠가 소리쳤다.— 코미디언 노먼 콜리어, 헐 출신, 

## 역사

### 배경
제1차 세계 대전 동안 헐은 체펠린 비행선의 폭격을 여러 차례 받았다. 체펠린 L9의 런던 공습은 악천후로 인해 헐로 방향을 틀어 1915년 6월 6/7일에 폭발성 폭탄 13개와 소이탄 50개를 투하하여 40채의 주택을 파괴하고 24명을 살해했으며, 이는 독일 출신으로 여겨지는 사람들의 상점을 습격하는 폭도로 이어졌다. 이 6월 폭격에서, 사우스 처치사이드에 있던 원래 에드윈 데이비스 백화점 지붕을 뚫고 떨어진 폭탄이 건물을 파괴했지만, 맞은편에 있던 헐의 중심 교회인 성 삼위일체 교회는 기적적으로 피해를 면했다. 1915년 8월 8/9일 헐 공습 시도는 항해 오류로 인해 굴을 실수로 폭격했다. 1916년 3월 5일, 체펠린 L11과 L14 두 대가 로사이스의 함대를 공격하려다 헐로 방향을 틀었다. 이어스 조선소(부두)와 패러곤 역(도심)에 폭탄이 투하되어 사망자가 발생했다. 이러한 공습은 헐이 공중 공격에 완전히 무방비 상태임을 보여주었고, 시민들의 분노는 군인들이 군중에게 몰매를 맞는 사태로 이어졌다. 추가 공격은 1917년 9월 25일과 1918년 3월 10일에 발생했다.
방공호 건설 프로그램은 1938년에 시작되었고, 150만 파운드 이상이 40,000개의 방공호 건설에 사용되었다.
제2차 세계 대전이 시작된 1939년, 헐에는 10개의 주요 목표물이 식별되었다: 스톤퍼리 근처의 세 곳, 상수도 시설, 가스 시설, 스컬코츠 발전소, 정유 공장 (솔텐드) 및 6개의 부두. 추가 목표물로는 헐강변의 대형 곡물 제분소가 포함되었다.

### 연대기

#### 1940년

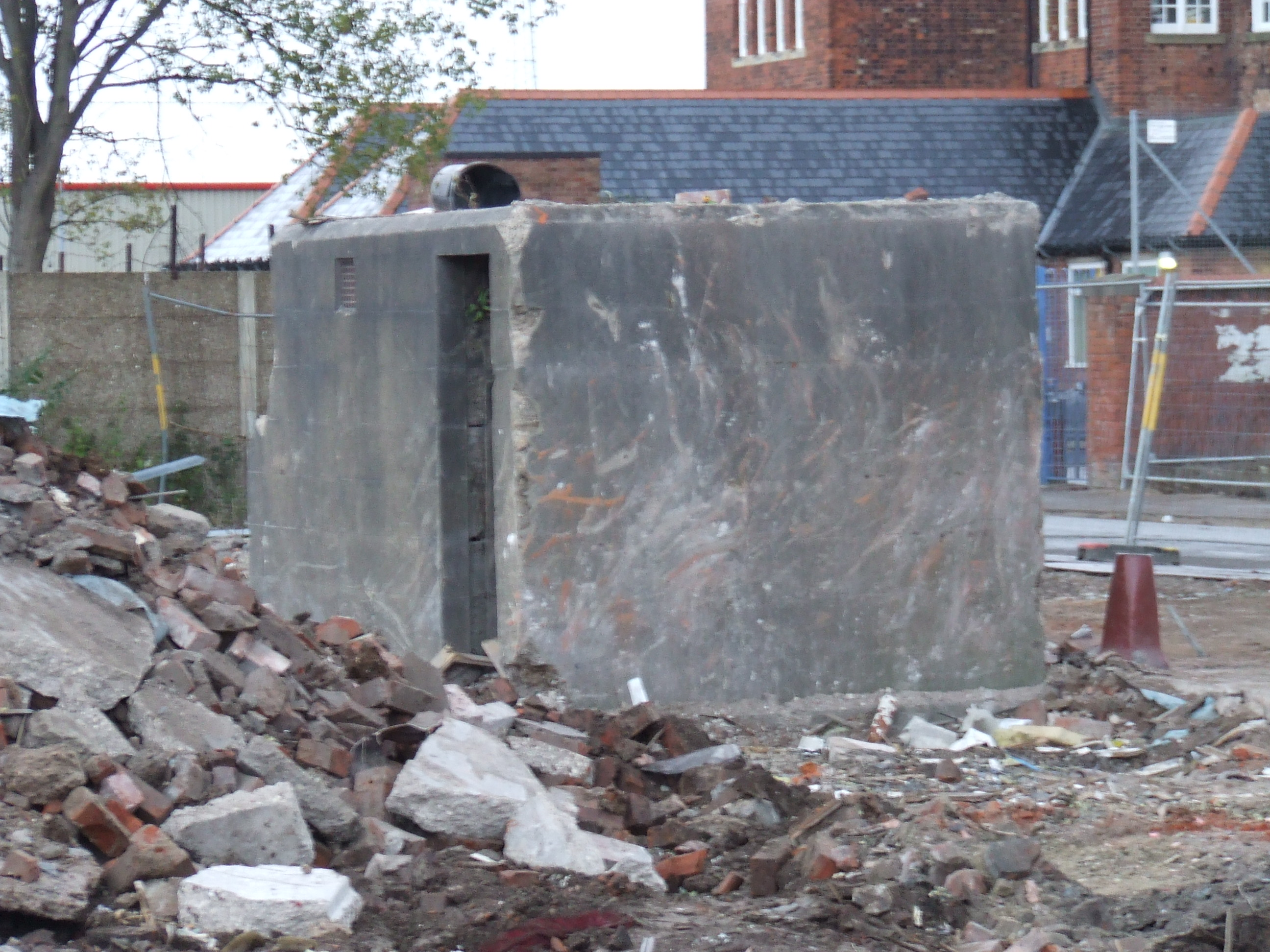
2010년 시내에서 본 방공호

헐의 첫 공습 경보는 1939년 9월 4일 월요일 02:45에 발령되었다. '공습 황색' 경보가 발령되자 모든 작전 부대가 배치되었다. 공습 사이렌은 03:20에 울렸고, 해제는 04:08에 이루어졌다. 실제 공습은 발생하지 않았다.
1940년 헐에 대한 공격은 상대적으로 적은 규모로, 단독 또는 소수의 비행기에 의해 수행되었다. 헐에 대한 첫 기록된 폭격은 1940년 6월 19일/20일 밤에 발생했으며, 체임벌린 스트리트에 경미한 피해를 입혔다. 연말까지 약 20회의 공습이 있었고, 폭격으로 12명이 사망했다.
헐 동쪽의 솔텐드 석유 저장소에 대한 공습으로 인해 연료 저장 탱크 파열로 심각한 화재가 발생했으며, 화재 진압에 기여한 용감한 다섯 명의 남성에게 조지 훈장이 수여되었다: 소방관 잭 오웬과 클리퍼드 터너; 솔텐드 직원 조지 아치볼드 하우, 조지 새뮤얼 시웰, 윌리엄 시그스워스.

#### 1941년
1941년 초 폭격 강도가 증가했다. 2월에는 여러 공격으로 다수의 사상자가 발생하여 약 20명이 사망했다. 3월에는 13/14일, 14/15일, 18/19일 밤에 대규모 공습이 있었다. 첫 대규모 공격은 헐 강변을 목표로 하여 스톤퍼리의 페인트 사업체에 피해를 입혔다. 두 번째는 성 앤드루스 부두에 있었으며, 근처 빈 스트리트의 공공 대피소가 낙하산 지뢰(또는 "해군 지뢰"로도 알려짐)에 맞아 다수의 사망자가 발생했다. 세 번째 대규모 공습은 6시간 동안 지속되었고, 거의 100명의 사망자가 발생했으며, 헐 넓은 지역에 폭탄이 투하되었고, 헐 강변에 집중되었으며, 많은 폭탄이 강 서쪽에도 피해를 입혔다. 3월 31일/4월 1일에는 도심이 목표가 되었으며, 주로 낙하산 지뢰가 사용되었다. 3월 초부터 4월까지 폭격으로 200명이 사망했다.
4월에도 공격은 계속되었으며, 15/16일에는 알렉산드라 부두에 집중된 대규모 공격이 있었다. 또한 낙하산 지뢰가 공공 대피소를 강타하여 4명 이상의 사망자가 발생했으며, 4월 25일에서 27일 사이 이틀 밤 동안 추가 지뢰 공격이 있었는데, 집시빌 지역을 강타한 지뢰로 6명이 사망했다.

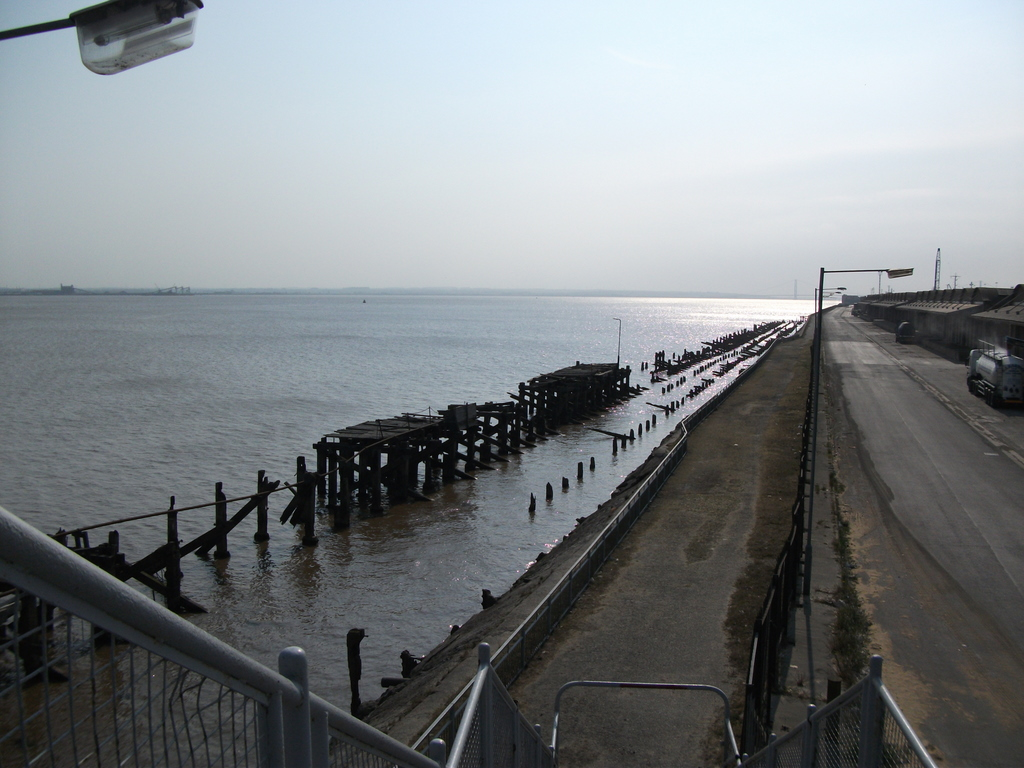
불탄 리버사이드 부두의 잔해 (2011년)

5월 3일부터 9일까지 부두와 도심이 목표가 되었다. 이 공격은 루프트바페가 머지사이드주, 벨파스트, 클라이드사이드 및 런던 등 다른 항구 및 해운 중심지에 대한 공격의 일환으로, 6월 독일의 소련 침공(참조: 바르바로사 작전) 이전에 이루어졌다. 5월 7일과 9일 사이 밤에 두 차례의 주요 공격이 있었으며, 각각 약 5-6시간 동안 지속되었고, 고폭탄, 낙하산 지뢰, 그리고 광범위한 소이탄이 사용되었다. 공격 중에는 해먼즈, 에드윈 데이비스, 손턴-발리 등 유명한 백화점과 상업 중심지의 다른 건물들이 손상되거나 파괴되었다. 부두에서는 리버사이드 부두가 화재로 파괴되었고, 헤든 로드 지역 주변의 목재 저장고에서 대형 화재가 발생했다. 랭크 제분소는 직접적인 피해를 입었고, 공사 버스 차고지와 헐 공사 전화 시스템 건물도 마찬가지였다. 집중 지역 외에도 도시 전역에 폭탄이 떨어졌다. 공격 중 400명 이상이 사망했으며, 많은 사상자는 공동 방공호에 폭탄이 떨어져 발생했다.
39 항공 여단 휘하의 험버 포격대 방공포와 탐조등은 맹공격으로부터 도시를 방어하는 데 어려움을 겪었지만, 이들과 RAF 커튼 인 린지의 야간 전투기들은 일부 성공을 거두었다. 5월 8/9일의 주목할 만한 교전에서, 40사단 (셔우드 포레스터스 탐조등 연대, 왕립 포병대) 소속 탐조등 분대의 포병 메이콕은 클렘이라는 강선 위에서 경기관총으로 저공 비행하는 하인켈 He 111 폭격기를 격추했다.
소련 내 독일군의 전역이 시작된 후, 루프트바페의 대부분이 동쪽으로 이동하면서 영국에 대한 공격은 감소했다. 5월 말, 6월, 7월 내내 간헐적으로 공격이 계속되었으며, 7월 18일/19일 밤에는 헐 동부와 빅토리아 부두에 대한 대규모 공격이 있었다. 레킷츠(댄솜 레인)와 동헐 가스 공장도 심하게 손상되었다. 폭격으로 약 140명이 사망했으며, 많은 사상자가 공장 주변 지역에서 발생했다.
트레킹 또는 폭격이 예상될 때 시골로 이동하여 들판에서 잠을 자는 관행은 제1차 세계 대전부터 시작되었으며, 1941년에는 인구의 약 3분의 1이 밤에 도시를 떠났을 것으로 추정되었다. 1941년 8월, 조지 6세와 엘리자베스 왕비가 헐을 방문하여 피해 상황을 둘러보았다.
소규모 공격은 연말까지 대략 한 달에 한 번씩 계속되었으며, 8월 18일 이른 아침과 8월 31일/9월 1일 밤에 심각한 폭격이 있었다.

#### 1942–1945년
1942년의 공격은 1941년에 비해 감소했다. 5월 19일/20일의 주요 폭격은 알렉산드라 및 빅토리아 부두와 주변 지역을 목표로 했다. 또한 말버러 애비뉴와 블렌하임 스트리트, 워네포드 가든에서도 4명이 사망했다. 부두 공격은 러시아로 운송되는 물품을 줄이는 목표를 달성했다고 생각된다. 이 단계에서는 폭탄 무게가 증가하여 500kg 폭탄이 흔히 사용되었다. 8월 1일, 동부 부두에 집중된 또 다른 공습으로 그린델 스트리트에 1,800kg 폭탄이 떨어져 24명이 사망했다. 10월과 12월에도 공격이 있었지만 비교적 피해가 적었고, 각각 2명이 사망했다.
1943년 1월 3일과 15일에 경미한 공격이 있었으며, 두 번째 공격에서는 인광탄이 소이탄으로 사용된 것으로 확인되었다.
6월 24일에는 다시 도심을 목표로 한 대규모 공격이 있었다. 이 공격 중 유명한 헐 시립 박물관이 화재로 파괴되었다. 정부는 헐이 공격 목표임을 명시적으로 밝히도록 허용했고, 다음 날 헐 데일리 메일은 1면에 이 소식을 실었다. 7월 13/14일에도 또 다른 공격이 있었는데, 이는 철도 시스템을 손상시키려는 의도였던 것으로 보이며 20명 이상의 사망자를 발생시켰다. 그 해 후반에 두 번의 추가 공격은 도시의 방어선을 뚫지 못했다.
1944년에는 도시에 폭탄이 떨어지지 않았다.
1945년 3월, 도시는 포탄 공격을 받았다. 3월 17일/18일에 공격이 있었고, 파편 수류탄이 투하되었다.

### 이스트라이딩오브요크셔주
영국 폭격 작전으로 인해 이스트라이딩오브요크셔주에서 121명이 사망했다. 민간인 82명, 군인 39명. 루프트바페는 브리들링턴, 혼시, 위던시와 같은 해안 도시를 목표로 삼아 총 44명을 살해했으며, RAF 드리필드, RAF 캐트포스, RAF 레콘필드와 같은 영국 공군 비행장도 공격했다. 1940년 8월 15일 RAF 드리필드 공격으로 15명이 사망했다.
이스트라이딩오브요크셔주에 대한 다른 공격은 헐 외곽에서 발생했으며, 솔텐드 석유 터미널에서 영국 본토에 대한 첫 주간 공습과 브로의 블랙번 항공기 공장 공격을 포함했다. 또한 항해 오류 또는 헐 부두 미끼로 인해 폭탄이 잘못 투하되기도 했다. 이러한 공격으로 헤든, 빌튼, 프레스턴에서 22명이 사망했다. 다른 폭격 활동은 루프트바페가 헐뿐만 아니라 맨체스터, 리버풀, 리즈 및 기타 북부 목표에 대한 공습을 포기한 후 폭탄을 투하하여 발생했다. 적에 의해 가해진 사망과 파괴에는 해안에 부딪혀 폭발하는 기뢰와 이스트라이딩오브요크셔주 상공에서 아군 항공기를 격추하는 적 항공기도 포함되었다.
1944년 12월 24일, 맨체스터에 대한 대규모 V-1 비행폭탄 공격이 감행되었고, 폭탄 중 하나가 헐 바로 외곽인 윌러비에 일찍 충돌하여 주택과 스프링헤드 펌프장을 손상시켰다.

### 피난민
약 38,000명의 아이들이 헐에서 피난했다. 이스트라이딩오브요크셔주 시골 지역과 링컨셔주 외에도 랭커셔주, 노퍽주, 노섬벌랜드주, 레스터 등지로 피난했다. 학교 전체가 이전하기도 했다. 예를 들어 하이머스 칼리지는 포클링턴과 마켓 웨이튼에 학생들이 있었고, 뉴랜드 고등학교는 브리들링턴으로, 나중에는 맬턴으로 이전했다. 그러나 많은 학생들이 도시에 남아 있었고, 대부분의 피난민들은 1942년 말부터 돌아왔다.

### 보고
많은 마을과 도시와 마찬가지로, 당시 라디오와 신문 보도는 보통 헐을 이름으로 식별하지 않고 적에게 피해에 대한 전술 정보를 제공하는 것을 피하기 위해 "북동부 해안 도시", "북동부 도시", 또는 "북부 도시"로 언급했다. 1941년 3월 18/19일, 1941년 7월 18일, 1941년 8월 18일, 1943년 6월 24일의 주요 공습 이후 도시는 명명되었지만, 1941년 5월 7-9일 공격 보고에서는 목표가 공군성에 의해 험버 지역으로 언급되었다. 헐 데일리 메일은 희생자들을 이름으로 언급했지만, 위치와 산업 피해는 언급하지 않았다. 학교와 교회의 피해는 자유롭게 보도되었고, 독일 언론 보도는 도시 이름을 포함하여 영국 언론에 그대로 인용되었다.
우리의 목표: 보급 항구 헐

영국 항구 헐은 다목적 조선소, 부두, 그리고 전략적으로 중요한 산업 시설을 갖추고 있습니다. 이것이 오늘 우리의 목표였습니다. 우리 부대의 다른 승무원들과 함께, 우리는 지난 밤 이륙하여, 거대한 부두 한가운데에 효과적으로 투하할 폭탄을 실었습니다...— 루프트바페 보고서 (1941년 6월 19일, [번역] 독일 연방 기록 보관소)

## 유산

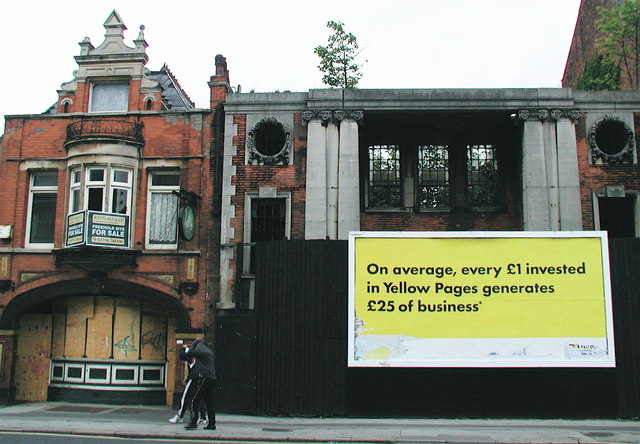
불타버린 내셔널 픽처 극장 (오른쪽) (2006년)

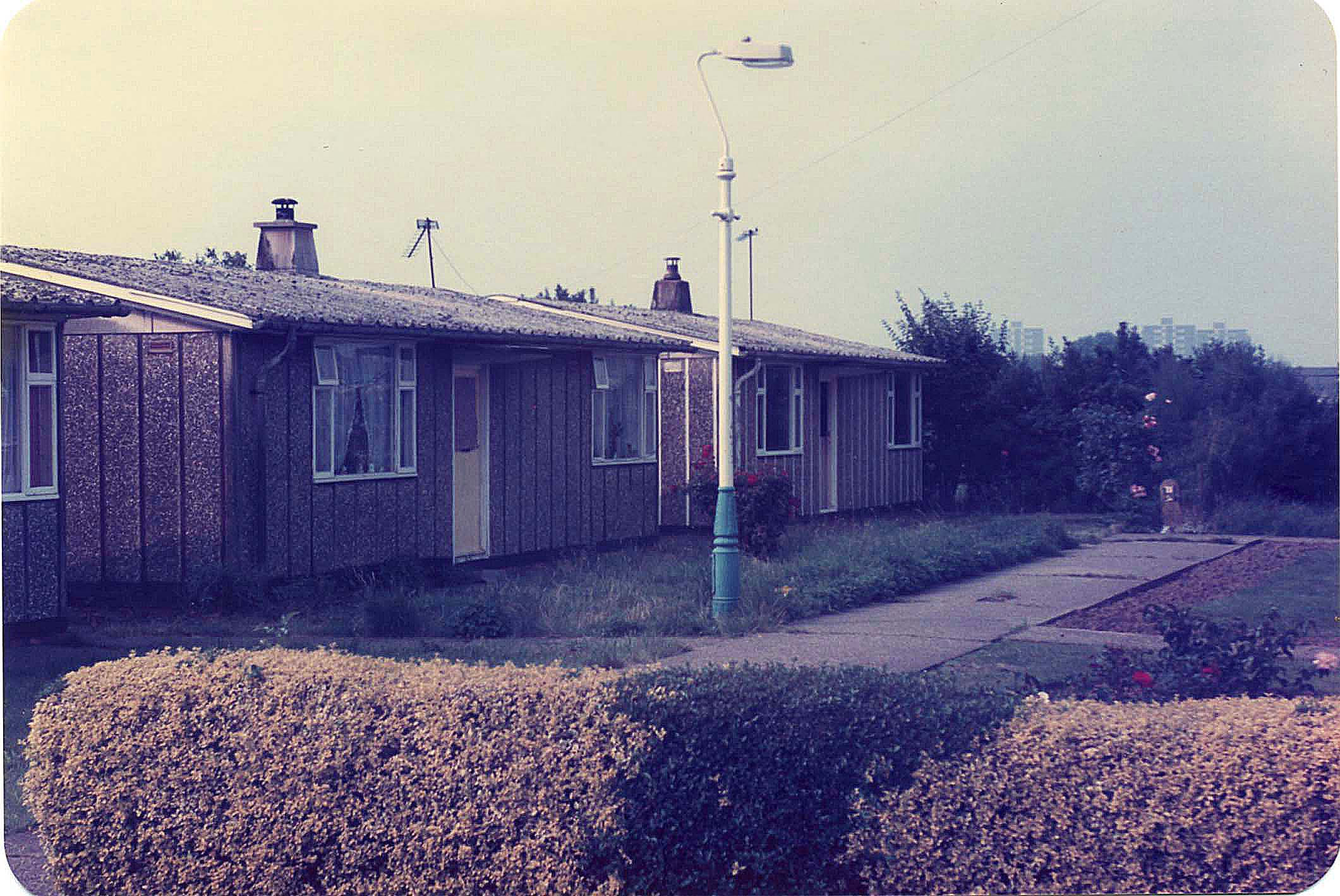
이러한 조립식 주택들은 파괴된 주택 재고를 대체하기 위해 지어졌다 (빌턴 그랜지, 1984년)

도시는 전후 재건되었다. 에드윈 루티언스와 패트릭 애버크롬비가 "애버크롬비 계획"이라는 거대한 계획을 위탁받았으나 실행되지는 않았다. 여러 부지는 1980년대까지도 재개발되지 않은 채 남아 있었다.
블리츠 기간 동안 화재로 파괴된 헐 시립 박물관 부지에서는 1990년대 재개발 과정에서 많은 소장품이 재발견되었고 고고학적 발굴의 일환으로 회수되었다.
옛 내셔널 픽처 극장은 1941년 낙하산 지뢰(1,600파운드)에 맞아 강당 뒤쪽 전체가 날아갔다. 건물 골조는 60년 동안 재개발되거나 철거되지 않은 채 남아 영국에서 마지막으로 눈에 띄는 폭격 현장 중 하나가 되었으며, 그 결과 2007년에 건물은 등재되었다.
폭격 캠페인의 한 가지 특이한 점은 내셔널 라디에이터 컴퍼니의 헐 공장이었다. 이 공장은 55 에이커 (22 ha) 부지를 차지하고 있었고, 제1차 세계 대전 중에는 군수품 생산에 사용되었으며, 독일 폭격 지도에는 Gewehr- und Kleinmunitionsfabrik("소총 및 소형 탄약 공장")으로 식별되었음에도 불구하고 전쟁 내내 단 하나의 독일 폭탄도 이 공장에 떨어지지 않았다. 나중에 포획된 문서에 따르면 이 공장이 1941년 4월의 공습 목표였다.
헐 블리츠는 2017년 1월 헐 퀸 빅토리아 광장에서 열린 라이트 쇼의 주요 부분이기도 했다. 이 행사는 헐의 역사를 기념하는 행사였다. 이 행사는 헐 2017년 영국 문화 도시로 인해 개최되었다.

## 같이 보기
- 킹스턴어폰헐의 폐쇄된 영화관
- 전략폭격

## 더 읽어보기
- Pears, Brian (편집.). “Index to the Civilian War Dead Roll of Honour for Northumberland, Durham and Yorkshire”. 《www.genuki.org.uk》.
- Haywood, R.; Haywood, V. (편집.). “The Hull Blitz: A Hull Bombing Map”. 《www.rhaywood.karoo.net》. 2010년 2월 13일에 원본 문서에서 보존된 문서. 2007년 12월 19일에 확인함.